# 郷御前
郷御前（さとごぜん、仁安3年〈1168年〉 - 文治5年閏4月30日〈1189年6月15日〉）は、平安時代末期、鎌倉時代初期の女性。武蔵国の豪族、河越重頼の娘。母は源頼朝の乳母である比企尼の娘、河越尼。源義経の正室。頼朝の命により義経に嫁ぎ、頼朝と義経が対立したのちも義経の逃避行に従い、最期を共にした女性とされる。
本名は不明だが伝承で郷御前と呼ばれているので、この項目では郷御前として述べる。
故郷である河越（川越市）では、京へ嫁いだ姫である事から京姫（きょうひめ）と呼ばれており、平泉では貴人の妻の敬称である北の方（きたのかた）と呼ばれている。

## 生涯
以下、史料である『吾妻鏡』による。

### 上洛
元暦元年（1184年）9月14日、頼朝の命により河越重頼の娘が都に上り、頼朝の代官として在京していた義経の許に嫁ぐ。重頼の家子2名、郎党30数名が従う。この結婚が義経の無断任官により頼朝の怒りを買い、平氏追討を外された直後である事から、義経を監視する目的との見方もあるが、『吾妻鏡』に「兼日約諾せしむ」とあるように、婚姻自体は以前から決まっていたものである。義経の異母兄・源範頼も義経と同じく比企尼の孫娘を妻としており、郷の母（河越尼）は頼朝の嫡男・万寿（のちの頼家）の乳母である。父・河越重頼と兄弟の河越重房は義経の初陣である源義仲追討に従い、後白河法皇の御所にも義経と共に参院しており、叔父の師岡重経が義経の検非違使任官の式に随行するなど、郷の上洛以前から河越一族が外戚として義経の身辺に仕えた形跡が見られる。細川涼一は頼朝の乳母である比企尼の孫娘でかつ武蔵国留守所総検校職として武蔵国内に大きな勢力を築いていた河越重頼の娘を義経に嫁がせたのは、頼朝による義経への厚意の表れであるとしている。
郷が嫁いで5か月後の文治元年（1185年）2月16日、義経は屋島の戦いに出陣。続く壇ノ浦の戦いで平氏を滅ぼして大功を立て、平氏追討の英雄として4月24日に都に凱旋する。しかし5月、頼朝は先の無断任官と自専の振る舞いにより、義経を勘当する。義経は弁明のため、壇ノ浦での捕虜を伴い鎌倉へ向かったが腰越で留め置かれ、頼朝との対面を願うも鎌倉入りさえも許されず、都へ戻る事を余儀なくされる。この仕打ちに義経は怒り、6月に都へ戻る道中で頼朝との断交を宣言した。また、この頃に義経は平時忠の娘（蕨姫）を室に迎えているが、引き続き郷は正室としての地位を保った。

### 義経失脚
義経が都に戻って4か月後の同年10月9日、頼朝が土佐坊昌俊を差し向け義経討伐を計る。義経は10月13日に後白河法皇の御所に参院し叔父・源行家と共に頼朝追討の院宣を要請。17日に義経が昌俊の襲撃を返り討つと、18日に頼朝追討の宣旨が下る。10月23日、鎌倉で河越重房が義経の縁戚である事を理由に、勝長寿院落慶供養の随兵から外されている。29日、頼朝が義経討伐のため鎌倉から都へ向けて出陣すると、11月3日、義経は郎党ら200騎を率いて京都を退去する。11月12日、河越重頼が義経の縁戚であるとして領地を没収され、後に重頼・重房ともに誅殺された。郷が義経に嫁いでわずか1年後の事であった。
この頃の郷の動向は不明だが、義経が京都の近辺に潜伏していた文治2年（1186年）に娘が誕生している事から、京都在中に懐妊し、都の近辺に身を隠して出産したものと推測される。細川涼一は、頼朝方が義経の母・常盤御前の証言により岩倉を捜索したという逸話に注目し、常盤御前が郷御前を岩倉の大雲寺（岩倉観音）に一時的に匿ってそこで娘を生ませたと推測する。
文治3年（1187年）2月10日、義経は陸奥国の藤原秀衡を頼り、郷と子らを伴い奥州に赴く。一行は山伏と稚児の姿に身をやつしていた。
文治5年（1189年）閏4月30日、頼朝の命を受けた藤原泰衡が、従兵数百騎で義経が暮らす衣川館を襲撃。義経は持仏堂に入り、22歳の郷と4歳の娘を殺害したのち自害した。
平泉町金鶏山の麓にある千手堂境内に、義経妻子の墓がある。
奥州市衣川の雲際寺は郷が再興したとされ、郷の守り本尊に由来すると伝えられる。不動明王と、義経夫妻の位牌が安置されていたが、平成20年（2008年）8月6日、同寺の火災により焼失した。位牌に記された戒名は「局山妙好尼大姉」。
河越氏の所領は後家となった河越尼に安堵されるが、その後生き残った郷の兄弟たちが吾妻鏡の記録に現れるのは、父・重頼誅殺の20年後である。

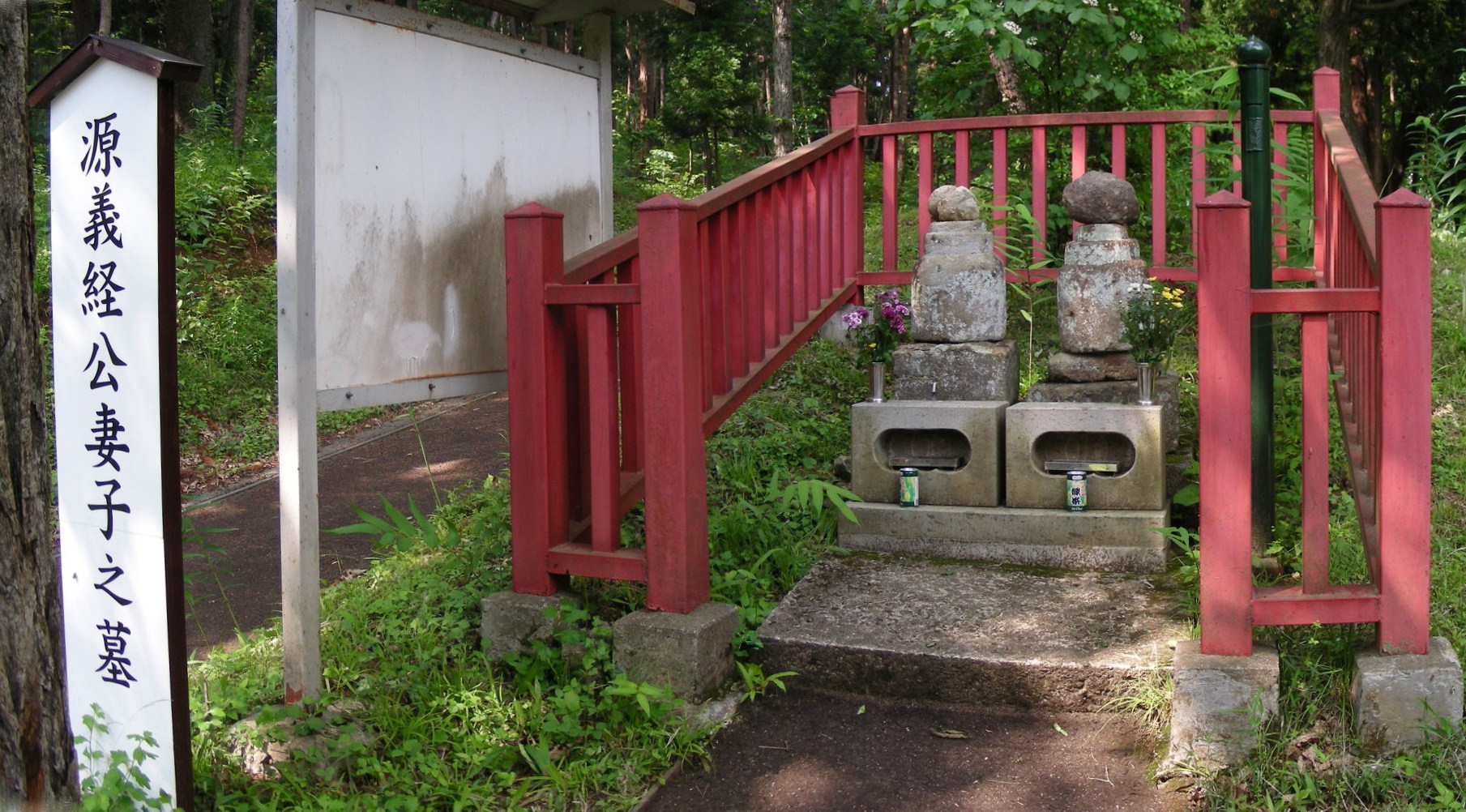
千手堂境内
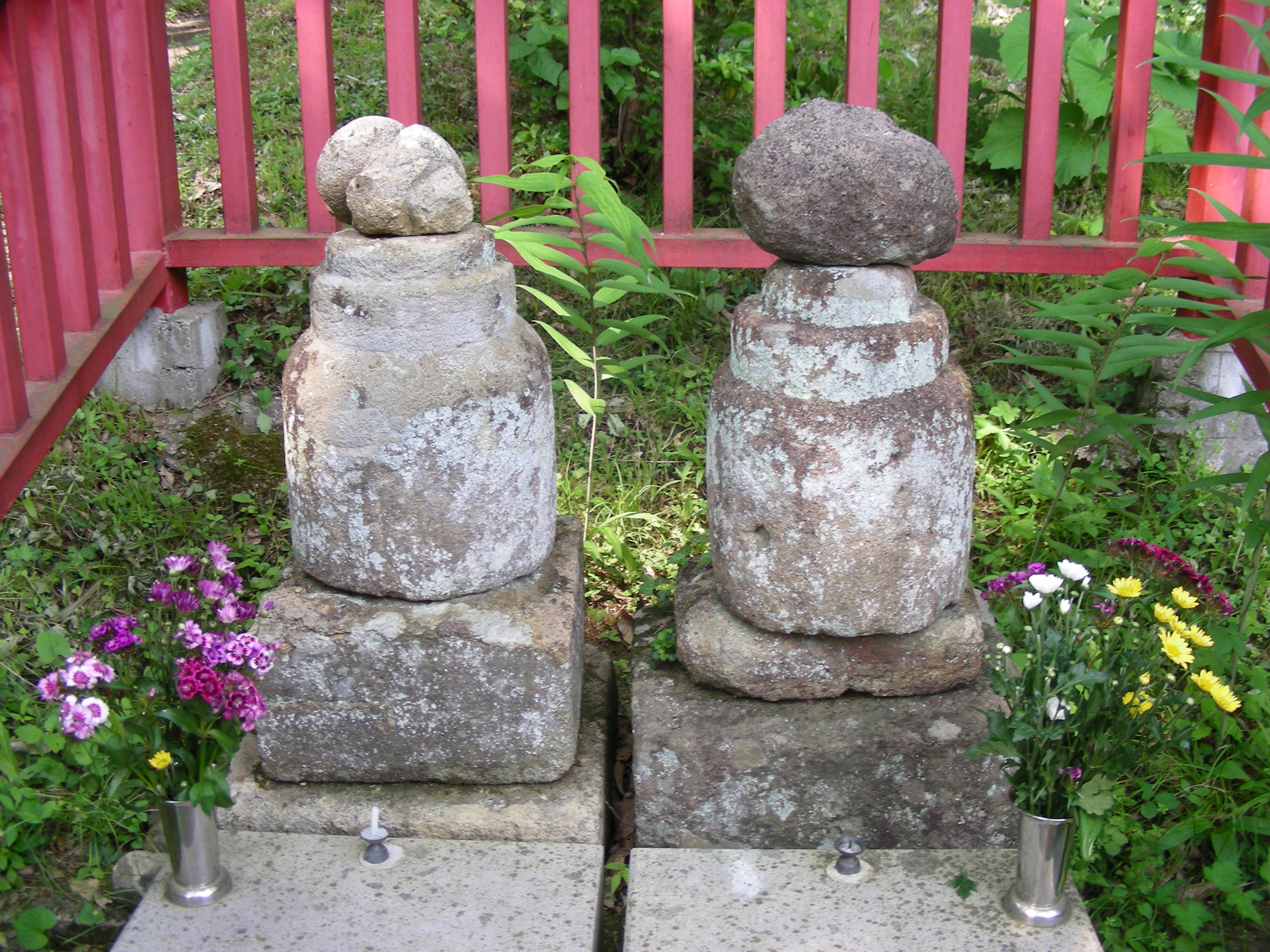
墓石
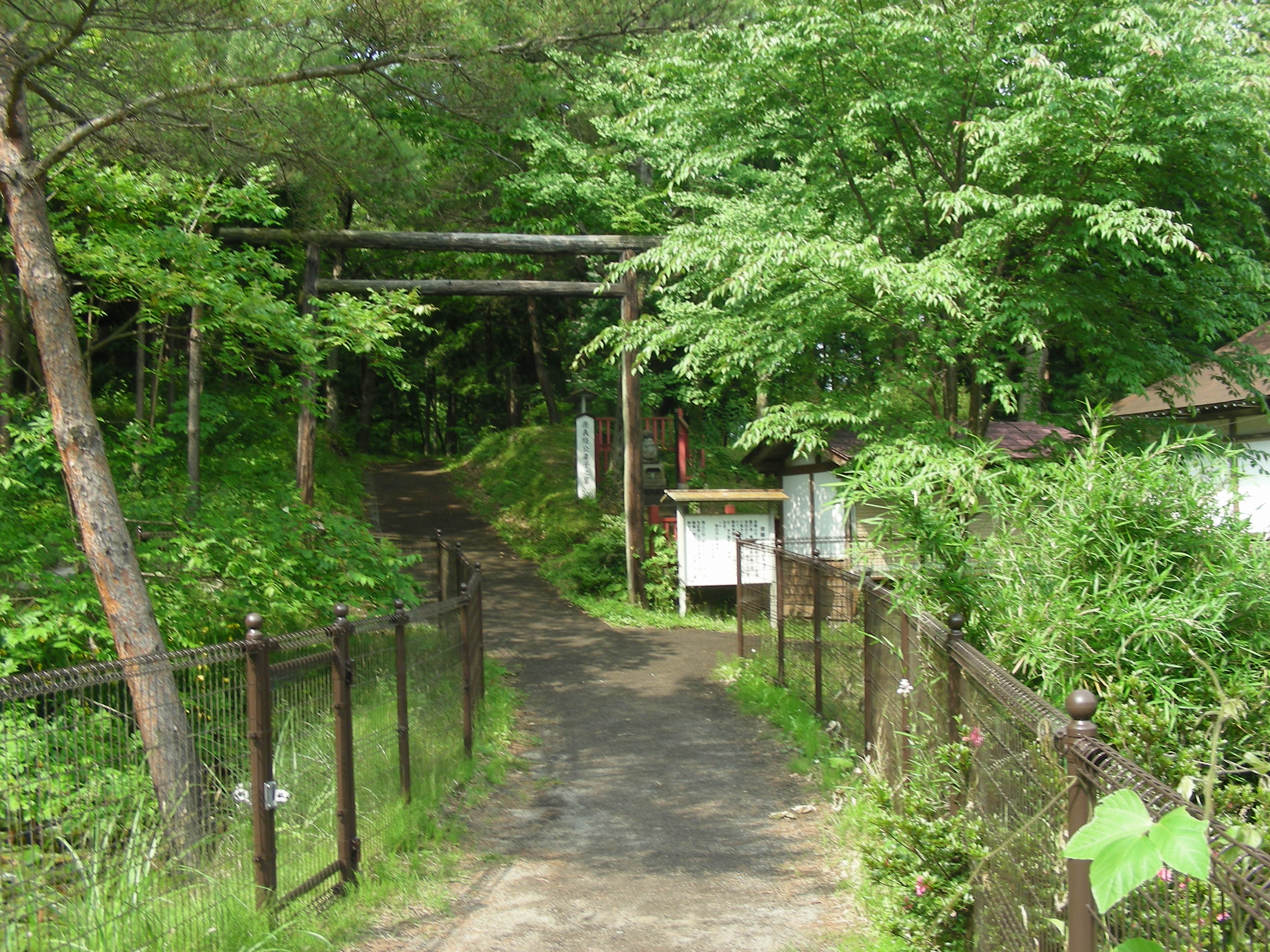
金鶏山登山道入り口
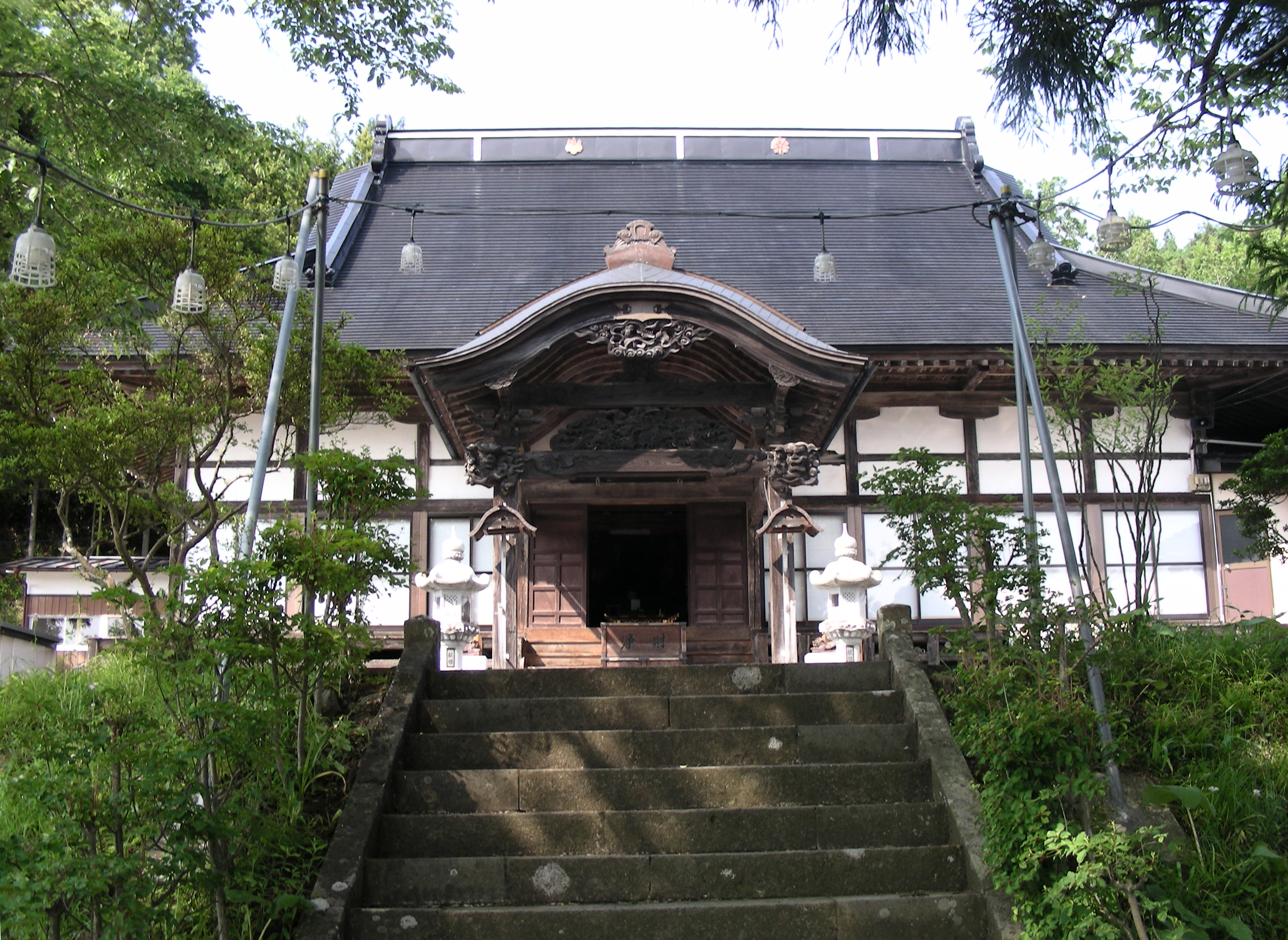
雲際寺

### 吾妻鏡考察
細川涼一は白拍子とされる義経の妾・静御前の逸話は『吾妻鏡』でも取り上げられるのに対して、河越重頼の娘（郷御前）が元暦元年9月14日条（婚姻記事）・文治3年2月10日条（北国下向）・文治5年4月30日条（死去）の3か所にしか記事が見えない背景として、『吾妻鏡』が北条氏の影響を受けた歴史書で北条氏と勢力を競った比企氏やその縁戚である河越氏に関する記事は過小に記され、その結果として重頼の娘の存在は「隠蔽」されたとする。また、北条氏の婿である畠山重忠の記事に比べて、比企氏の婿である河越重頼が重忠の同族・同格であったにもかかわらず記事が少ないことも、同様の理由であるとする。

## 古典作品における義経の正妻
- 南北朝時代 - 室町時代初期に成立したとされる『義経記』では、その時代に盲目の琵琶法師らが属する当道座を支配していた久我家の姫を義経の北の方としている。
- 延享4年（1747年）の人形浄瑠璃『義経千本桜』（後に歌舞伎化）での義経正妻は、平時忠の養女で川越太郎の実の娘「卿の君」。義経の窮地を救うため京の堀川御所で自害する。

## 関連作品
書籍
- 義経と郷姫：悲恋柚香菊河越御前物語（篠綾子、角川書店、2005年。ISBN 978-4-0465-1967-2。文庫題『義経と郷姫』）

映画
- 新・平家物語 静と義経（1956年、大映） - 演：香川京子（役名は百合野）

テレビドラマ
- 源義経（1966年、NHK大河ドラマ） - 演：堀井永子（役名はるん）
- 北条政子（1970年、NET） - 演：武原英子（役名は小菊）
- 草燃える（1979年、NHK大河ドラマ） - 演：宮地真由美（役名は小菊）
- 武蔵坊弁慶（1986年、NHK） - 演：山咲千里（役名は若の前）
- 源義経（1990年、TBS） - 演：有森也実（役名は扇御前）
- 源義経（1991年、日本テレビ） - 演：和久井映見（役名は若ノ前）
- 炎立つ（1993年、NHK大河ドラマ） - 演：高取茉南（役名は義経の妻）
- 義経（2005年、NHK大河ドラマ） - 演：尾野真千子（役名は萌）
- 鎌倉殿の13人（2022年、NHK大河ドラマ） - 演：三浦透子 （役名は里）

## 関連文献
- 元木泰雄『源義経』吉川弘文館〈歴史文化ライブラリー〉、2007年。
- 上横手雅敬『源義経：流浪の勇者』文英堂、2004年。